# Daan Disveld
Daan Disveld (* 20. ledna 1994, Lent, Nizozemsko) je nizozemský fotbalový obránce, který v současné době působí v klubu NEC Nijmegen.

## Klubová kariéra
S profesionálním fotbalem začal v klubu NEC Nijmegen.

## Reprezentační kariéra

### Mládežnické reprezentace
Disveld prošel nizozemskými mládežnickými reprezentacemi U17, U18 a U19.
S týmem do 17 let vyhrál v roce 2011 Mistrovství Evropy U17 konané v Srbsku, kde Nizozemsko porazilo ve finále Německo 5:2. Na turnaji byl kapitánem týmu. Ve stejném roce hrál i na Mistrovství světa hráčů do 17 let v Mexiku, kde mladí Nizozemci vyhořeli a obsadili s jedním bodem poslední čtvrté místo v základní skupině A.